# Hjemmebane
 For alternative betydninger, se Bane.
Hjemmebane er den bane, hvor et sportshold spiller sine hjemmekampe. Et hold vil – næsten – altid helst spille på hjemmebane, da den største tilskueropbakning er at finde her.